# Markt (Frankfurt am Main)
De Markt, ook wel Alter Markt is een straat in de Altstadt van Frankfurt am Main. Hoewel de naam anders doet vermoeden is het geen marktplein, maar een straat. Deze loopt van de dom, via de Hühnermarkt tot aan de Römerberg. Van in de middeleeuwen tot aan de luchtaanvallen op de stad tijdens de Tweede Wereldoorlog was het de belangrijkste oost-west verkeersas van de Altstadt. Een bijnaam voor de Markt is de Kronungsweg omdat de keizers van het Heilige Roomse Rijk deze weg aflegden na hun kroning in de dom tot aan de Römerberg.
Na de oorlog was het jarenlang een braakliggend gebied. Na de bouw van het Technische Rathaus in 1974 was het stratenpatroon van de Markt onherkenbaar vernaderd. Met het Dom-Römer-Projekt werd een deel van de verwoeste Altstadt in zijn oude glorie hersteld tussen 2014 en 2018, waaronder ook de Markt en de omliggende straatjes.

## Geschiedenis
De Markt ontstond al in de twaalfde eeuw toen het de Domplatz en de Römerberg met elkaar verbond: het was een van de drie parallelle wegen. De Markt lag in het noorden, de Bendergasse in het midden en de Saalgasse in het zuiden. Van deze drie wegen was de Markt de belangrijkste. Ongeveer in het midden ligt de Hühnermarkt. Tussen 1376 en 1792 werden zestien keizers van het Heilige Roomse Rijk in Frankfurt gekozen. De keurvorsten kwamen bijeen en liepen voor de stemming over de Markt. Aanvankelijk werden de keizers in Aken gekroond, maar vanaf 1562 ook in Frankfurt. Vele van de prachtige vakwerkhuizen dateren van de zestiende tot achttiende eeuw of werden toen op z'n minst vernieuwd.

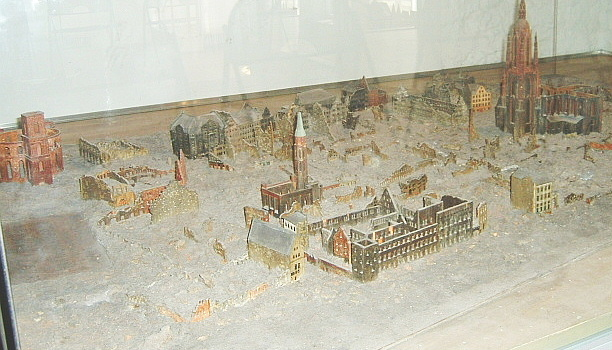
Model van de verwoesting in 1944.

### Verwoesting
Op 22 maart 1944 werd de historische binnenstad grotendeels verwoest door luchtaanvallen. Vele bewoners konden zich via onderaardse gangen wel in veiligheid brengen. De begane grond verdieping, die veelal uit stenen gebouwd was overleefde de verwoesting vaak en hoewel er gedetailleerde plannen van de huizen waren en een heropbouw zeker mogelijk geweest was, werd in 1947 besloten om —op enkele belangrijke gebouwen in de stad na— niet alles te herbouwen. Tussen 1952 en 1960 werd een deel van de terreinen in de Altstadt  bebouwd, maar het gebied tussen de Römerberg en de dom bleef braak liggen.

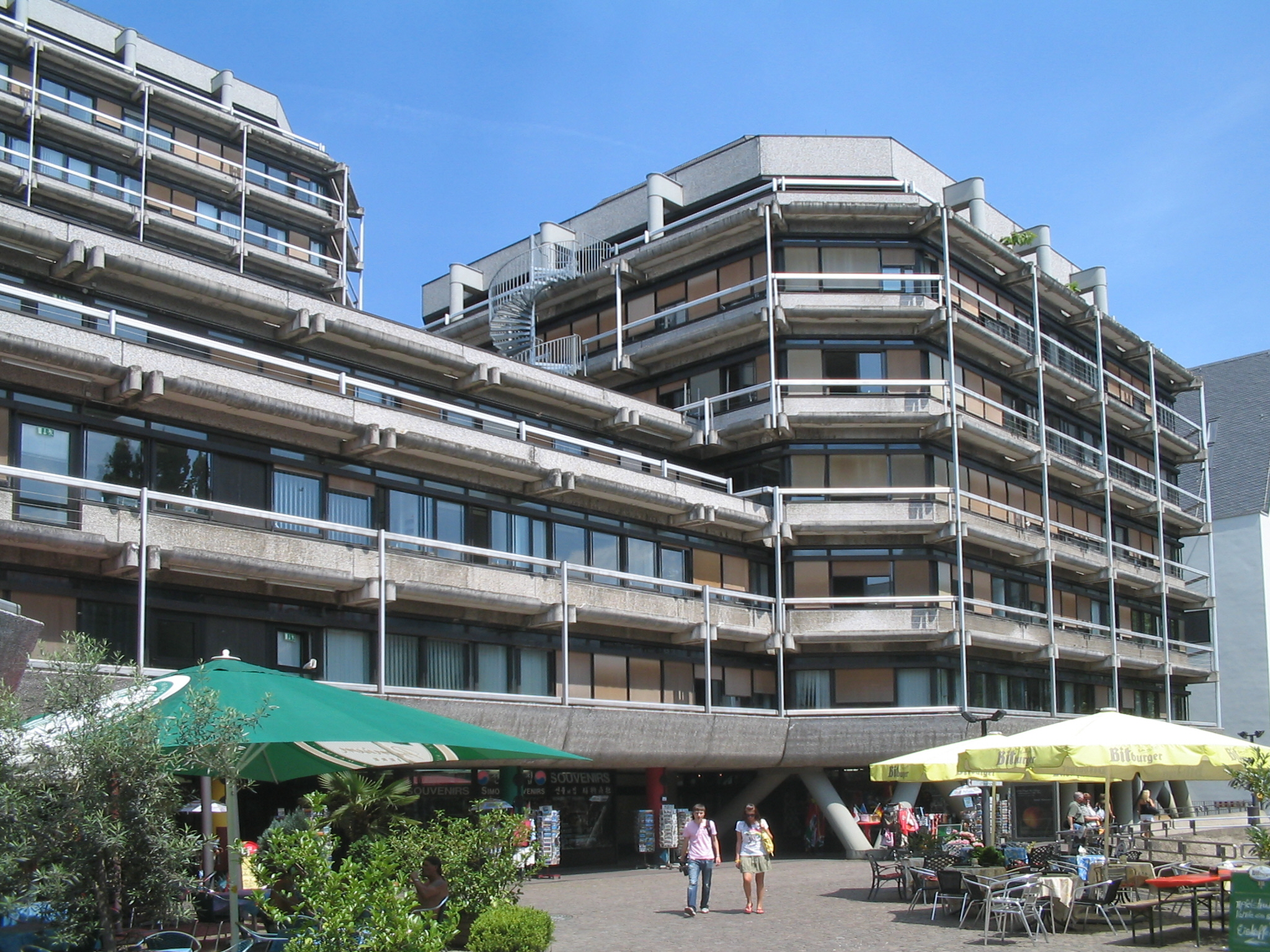
Technisches Rathaus - zuidkant.

### Herbouwproces
Tussen 1972 en 1974 werd ten noorden van de Markt het Technische Rathaus gebouwd, een groot gebouw voor de stadsdiensten. Nadat in de jaren tachtig aan de oostkant van de Römerberg enkele gebouwen gereconstrueerd werden kreeg de Markt enigszins zijn karakter al straat terug. Tegelijkertijd verhinderde de bouw van de Schirn Kunsthalle Frankfurt, die 140 meter lang was, dat de andere oude gebouwen konden terugkeren.
In 2005 werd besloten om het gebied herin te richten. Het Technische Rathaus werd afgebroken en de Markt en Hühnermarkt en enkele steegjes werden opnieuw gecreëerd. Er werden 35 huizen gebouwd, waarvan er 15 historische bij waren, met als pronkstuk Haus zur Goldenen Waage.  Tussen 2012 en 2017 werd dit herbouwd en in mei 2018 werd het open gesteld voor het publiek.

## Galerij

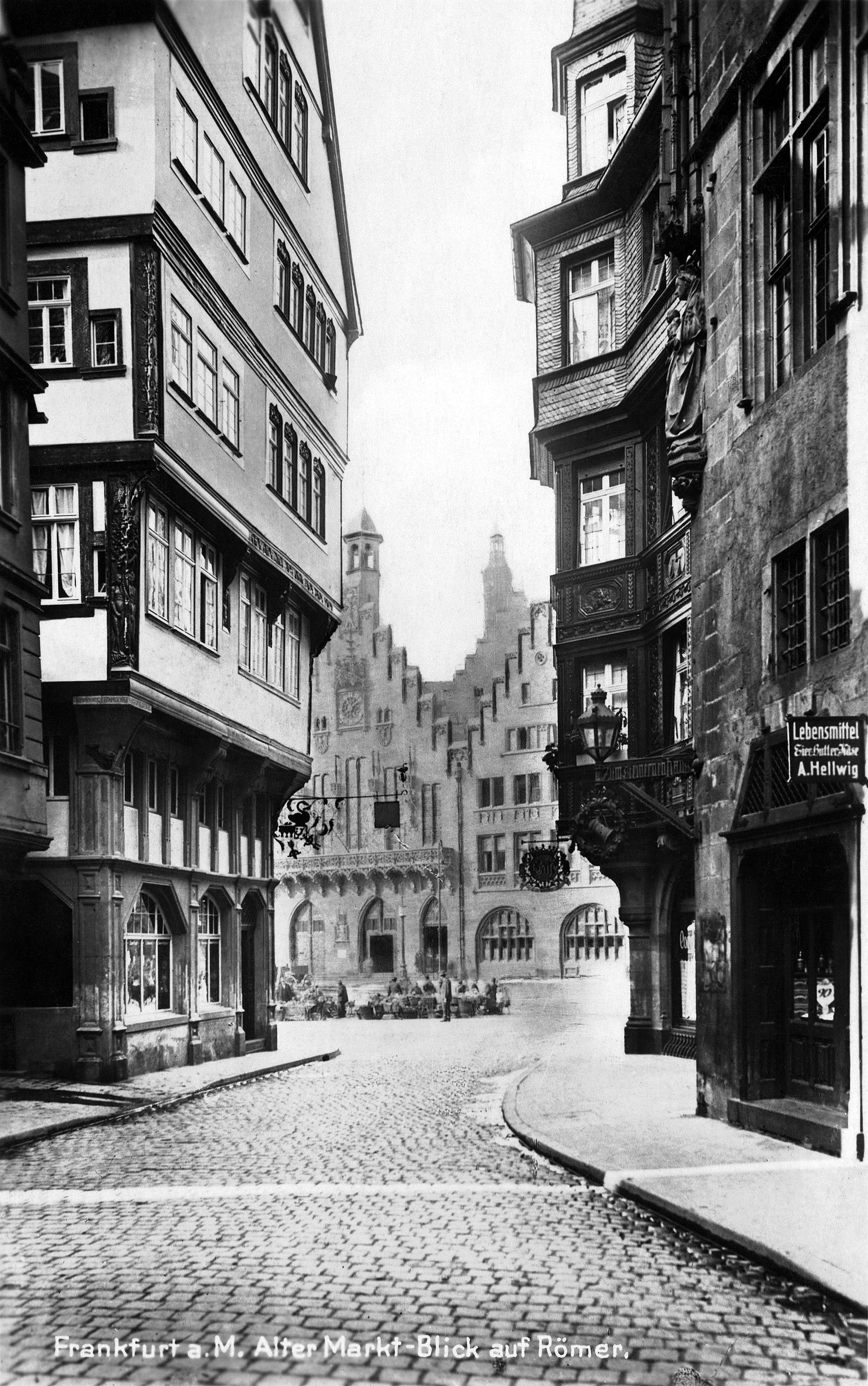
De Markt gezien richting Rathaus Römer
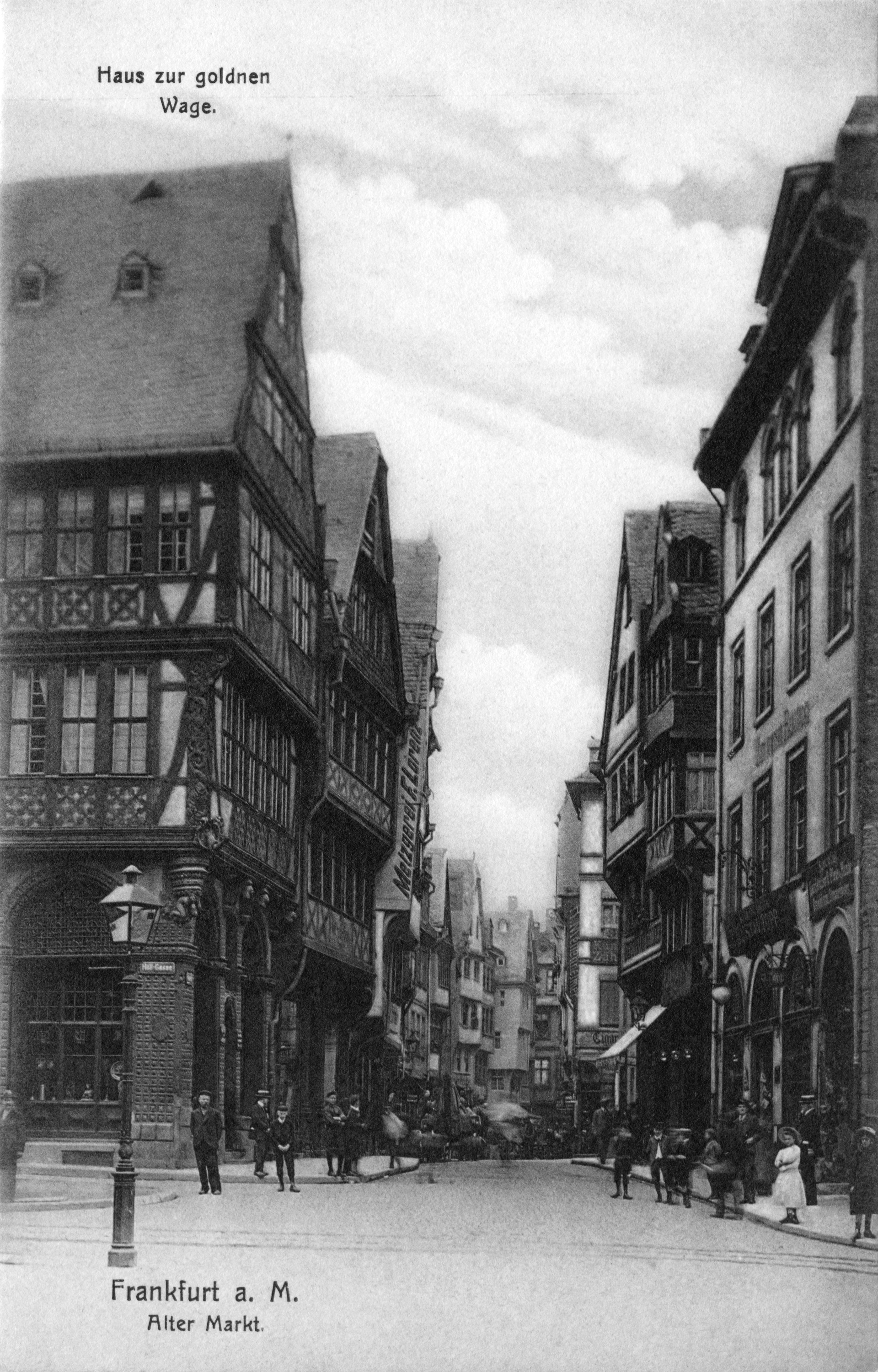
Entree van de Markt vanaf de Domplatz
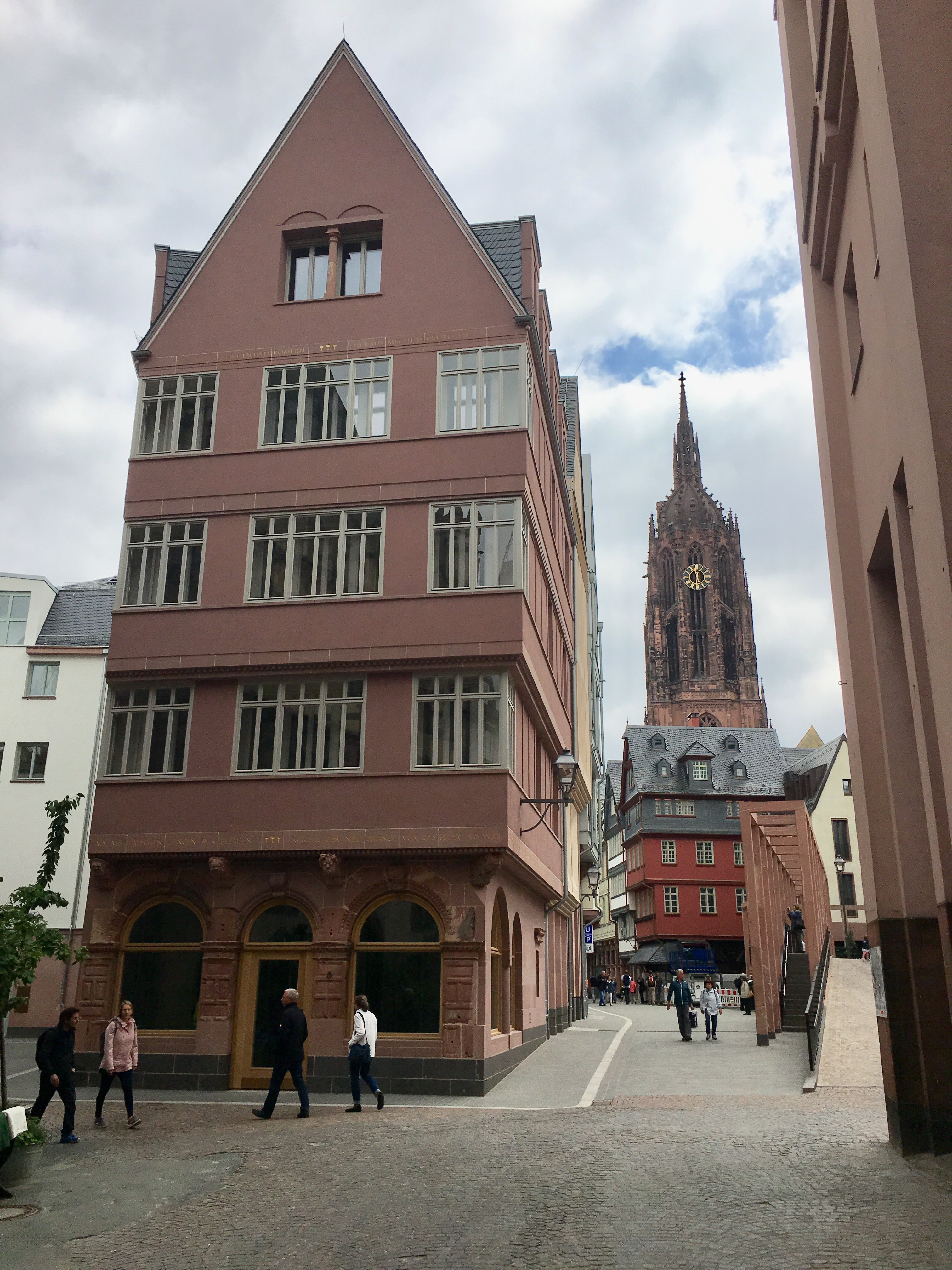
De Markt gezien richting Rathaus Römer
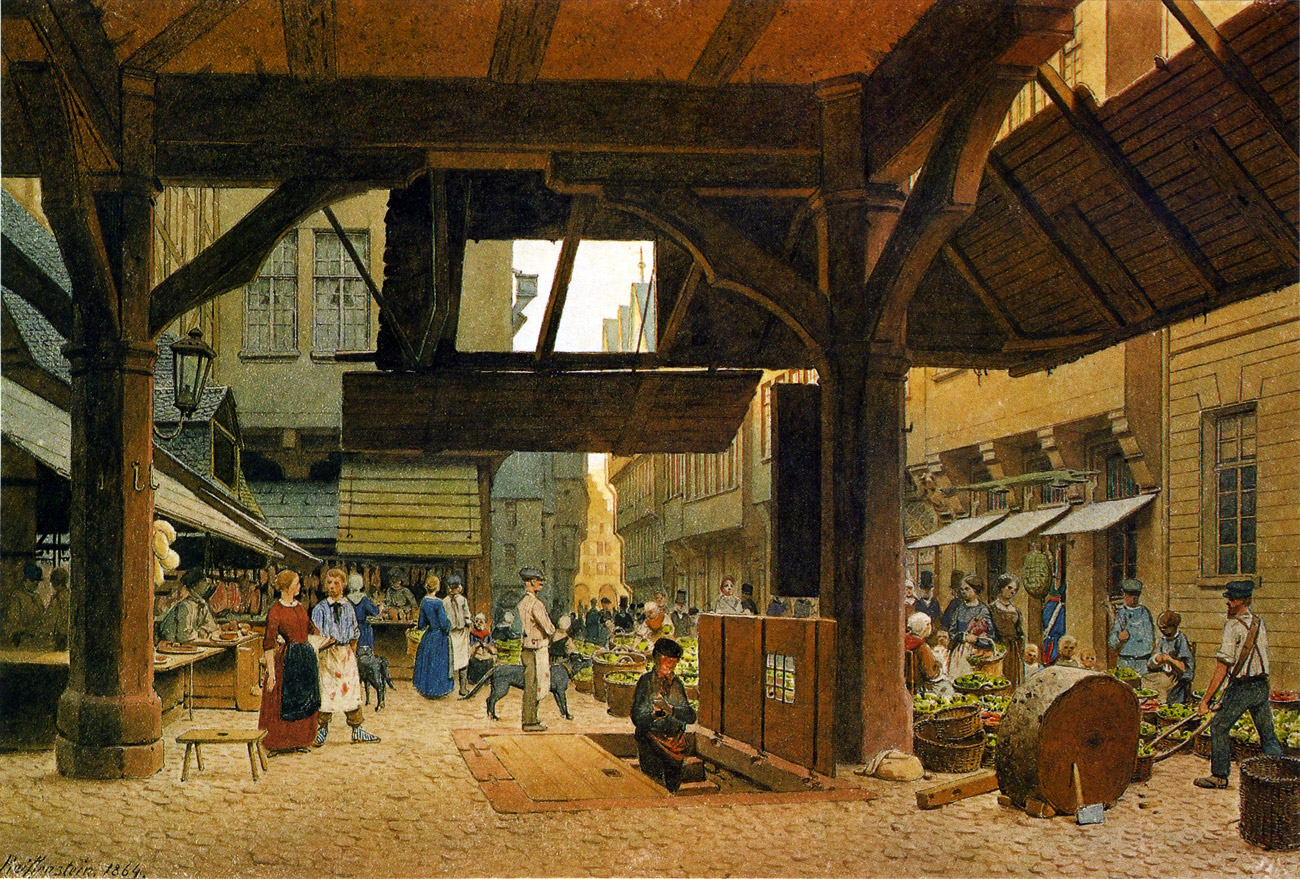
De Markt geschilderd door Reiffenstein in 1864.
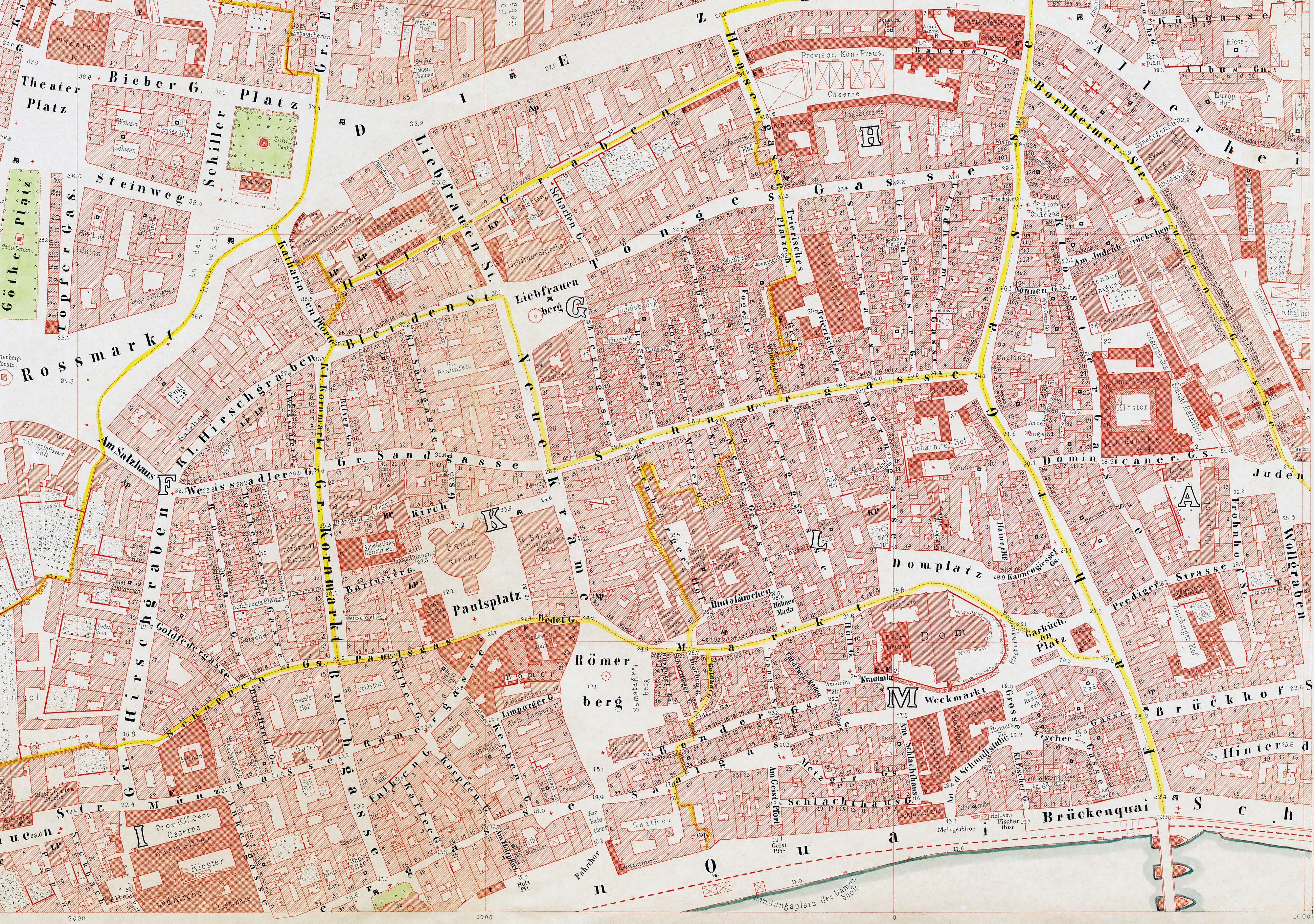
De Markt op een plattegrond uit 1861.